# Фрейзин, Глэдис
Глэдис Фрейзин (англ. Gladys Frazin, 1901 или 21 июня 1900, Нью-Йорк, Нью-Йорк — 9 марта 1939, Манхэттен, Нью-Йорк) — американская актриса театра и кино. Снималась в американских и британских фильмах.
На Бродвее Фрейзин сыграла Мими в «Женщине в маске» (1922). Также на сцене она сыграла в хите Вест-Энда Эдгара Уоллеса 1930 года «На месте».
Она была замужем за комиком Монти Бэнксом, её четвертым мужем, с 1929 по 1932 год, брак закончился разводом. Её первым мужем был Лео Ловенштейн, и у них родился сын Лео Ловенштейн-младший.
9 марта 1939 года актриса, страдавшая депрессией и ранее уже перенесшая нервный срыв (в 1932 году), покончила жизнь самоубийством в возрасте 38 лет, выбросившись из окна в квартире своих родителей на шестом этаже в Нью-Йорке.

## Фильмография
- Да не разлучит человек[англ.] (1924)
- Победное весло[англ.] (1927)
- Вдохновение[англ.] (1928)
- Синий Питер[англ.] (1928)
- Блёстки[англ.] (1928)
- Возвращение крысы[англ.] (1929)
- Обязательный муж[англ.] (1930)
- Поцелуй меня, сержант[англ.] (1930)
- Другая женщина[англ.] (1931)